# Martin Koch
Martin Koch (Villach, 22 de enero de 1982) es un deportista austríaco que compitió en salto en esquí. 
Participó en dos Juegos Olímpicos de Invierno, obteniendo una medalla de oro en Turín 2006, en la prueba de trampolín grande por equipo (junto con Andreas Widhölzl, Andreas Kofler y Thomas Morgenstern), y el octavo lugar en Salt Lake City 2002, en el trampolín grande individual.
Ganó tres medallas de oro en el Campeonato Mundial de Esquí Nórdico, en los años 2009 y 2011.

## Palmarés internacional
| Juegos Olímpicos   | Juegos Olímpicos          | Juegos Olímpicos | Juegos Olímpicos |
| Año                | Lugar                     | Medalla          | Prueba           |
| ------------------ | ------------------------- | ---------------- | ---------------- |
| 2006               | Turín (Italia)            | Medalla de oro   | TG por equipo    |
| Campeonato Mundial |                           |                  |                  |
| Año                | Lugar                     | Medalla          | Prueba           |
| 2009               | Liberec (República Checa) | Medalla de oro   | TG por equipo    |
| 2011               | Oslo (Noruega)            | Medalla de oro   | TN por equipo    |
| 2011               | Oslo (Noruega)            | Medalla de oro   | TG por equipo    |